# Eufemia Samborówna
Eufemia (Alenta, Zofia) (ur. przed 1245, zm. między 22 lutego 1296 a 5 lutego 1309) – księżniczka polska, córka księcia wschodniopomorskiego Sambora II (władcy dzielnicy lubiszewskiej, a od 1253 – tczewskiej) i księżniczki meklemburskiej Matyldy.

## Życiorys
W źródłach pojawia się po raz pierwszy wraz z siostrami na dokumencie fundacyjnym klasztoru w Pogódkach z 29 czerwca 1258. Prawdopodobnie w 1264 została żoną księcia śląskiego Bolesława Rogatki. Według Kroniki polskiej małżeństwo nie było udane z powodu jawnej niewierności Bolesława i Eufemia miała z tego powodu pieszo w jednej sukni wrócić na Pomorze Gdańskie. 
Prawdopodobnie jednak wróciła na Śląsk i przeżyła swego męża, gdyż 12 kwietnia 1284 jako wdowa po Bolesławie, uczestniczy w czynności prawnej dla kościoła klarysek wrocławskich. W dokumencie występuje pod imieniem Zofii, co dało podstawę do błędnego mniemania, że ową wdową była kochanka Bolesława. Pogląd ten został obalony przez Kazimierza Jasińskiego. 
5 lutego 1309 książęta wrocławscy Bolesław III Rozrzutny i Henryk VI Dobry nadali klaryskom wrocławskim kurię odziedziczoną po księżnej pomorskiej Eufemii. Świadczy to, że księżna zmarła przed tą datą. Prawdopodobnie została pochowana w kościele dominikańskim w Legnicy. Najprawdopodobniej zmarła bezpotomnie, choć możliwe, że z jej małżeństwa z Rogatką pochodziła zmarła młodo córka Katarzyna.